# Turzyca blada
Turzyca blada (Carex pallescens L.) – gatunek byliny z rodziny ciborowatych. Obszar występowania obejmuje Europę, zachodnią Azję, Tunezję w północnej Afryce oraz północno-wschodnią część Ameryki Północnej. W Polsce jest pospolity, zwłaszcza w południowej części kraju.

## Morfologia

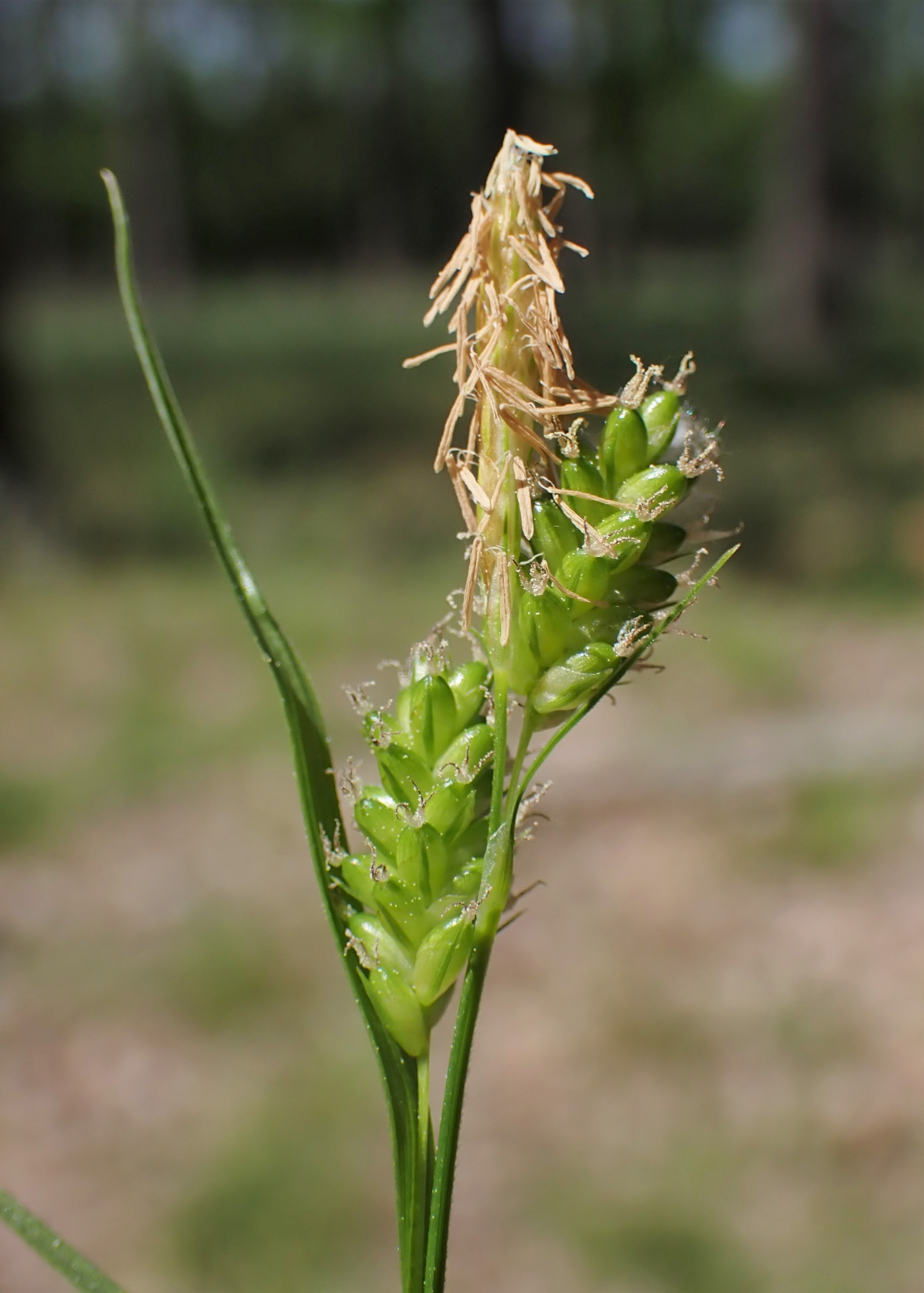
Kłoski

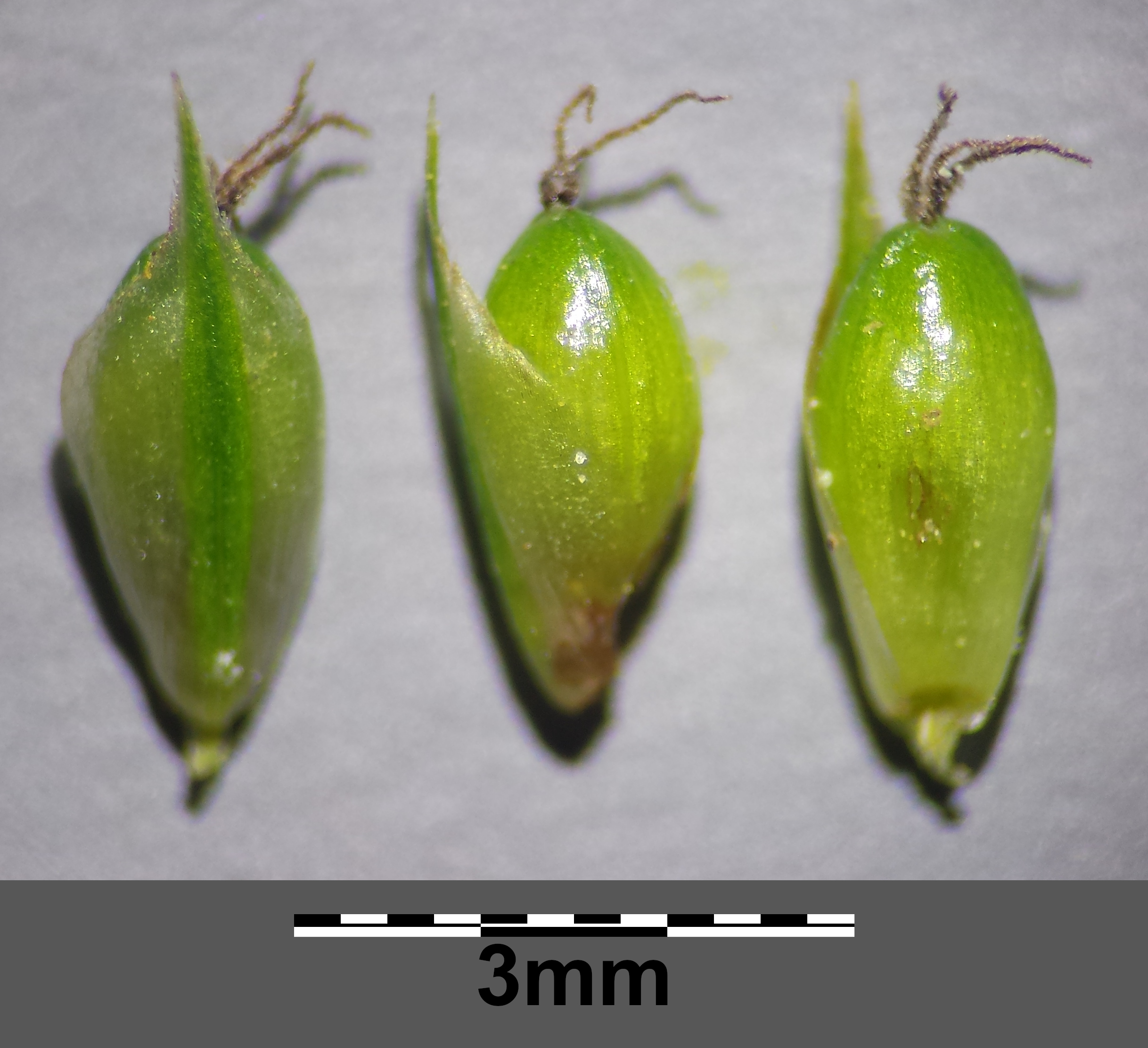
Owoc z przysadką

PokrójRoślina trwała, wysokości 20–45 (70) cm, kępkowa, bez rozłogów.
ŁodygaSztywno wzniesiona, ostro trójkanciasta.
LiścieNajniższe pochwy liściowe jasnobrązowe lub czerwonobrązowe. Blaszki liściowe wiotkie, płaskie, 2–3 mm szerokości, luźno owłosione, żółtozielone. Podsadki liściowate, na brzegach szorstkie.
KwiatyKwiatostan długości 3–5 cm, składający się z 3–4 wzniesionych kłosów na krótkich szypułkach. Kłos szczytowy z kwiatami męskimi, pozostałe z gęstymi kwiatami żeńskimi. Przysadki białawe, z zielonym wystającym grzbietem, u góry orzęsione. Pęcherzyki 2,3–3 mm długości, żółtozielone, błyszczące, bez dzióbka. Słupek o trzech znamionach. Kwitnie od kwietnia do lipca.
OwoceOrzeszek.

## Ekologia
Siedliskiem są ubogie murawy, poręby, lasy iglaste. Głównie na glebach piaszczysto-gliniastych.